# Лука Вуксановић
Лука Вуксановић (Краљево, 15. марта 1995) српски је кошаркаш. Игра на позицијама два и три.

## Биографија
Лука Вуксановић рођен је 15. марта 1995. године у Краљеву. У родном граду завршио је основну школу „Четврти краљевачки батаљон“. Иако је у младости тренирао више спортова, своје прве кошаркашке кораке направио је са седам година старости у локалној Слоги, а до своје 13. паралелно се бавио и тенисом. Касније је обуставио двоструке активности, те је прошао све млађе узрасте матичног кошаркашког клуба, где је прикључен првој екипи као шеснаестогодишњак. Током сезоне 2012/13. играо је у Развојној лиги Србије, као и за екипу Полета из Ратине. За сениорски састав Слоге дебитовао је 2013. године, код тренера Владимира Ђокића. Са њим је касније сарађивао у екипи Металца из Ваљева, коју је напустио по истеку уговора, лета 2015. године. Исте године приступио је Јагодини, али се после краће епизоде у том клубу вратио у матичну Слогу. Ту се задржао све до краја сезоне 2016/17. После тога је био члан Баска, БКК Радничког са Црвеног Крста, Саве, односно Еко-Спорта. Такође, током студија је наступао и за екипу Факултета организационих наука.
Наступао је за млађе репрезентативне узрасте Србије.